# Old Town (Maine)
Old Town is een plaats (city) in de Amerikaanse staat Maine, en valt bestuurlijk gezien onder Penobscot County.

## Demografie
Bij de volkstelling in 2000 werd het aantal inwoners vastgesteld op 8130. In 2006 is het aantal inwoners door het United States Census Bureau geschat op 7723, een daling van 407 (-5,0%).

## Geografie
Volgens het United States Census Bureau beslaat de plaats een oppervlakte van 110,5 km², waarvan 99,2 km² land en 11,3 km² water. Old Town ligt op ongeveer 40 m boven zeeniveau.

## Plaatsen in de nabije omgeving
De onderstaande figuur toont nabijgelegen plaatsen in een straal van 24 km rond Old Town.